# Саксаул зайсанський
Саксаул зайсанський (лат. Haloxylon ammodendron) — рослина з роду саксаул родини амарантові.

## Опис
Загальна висота досягає 2-8 м, рідше 12 м. Діаметр стовбура становить 4-10 м, рідше 25 м, в діаметрі. Деревина важка і груба, кора губчаста і водяниста. Гілля велике, розлоге. Листя зменшені до маленьких горбиків, що іноді здається дерево безлистяним. Суцвіття складаються з коротких бічних пагонів. Квіти маленькі, гермофрадитні. Насіння невеличке, в діаметрі становить 1,5 мм, завдовжки — 8 мм.
Стовбур коричневого кольору. Молоде гілля зеленого забарвлення, старе — буре або сіро-білого кольору. Оцвітини складаються з білих або блідо-коричневих листків.

## Екологія
Доволі посухостійка рослина. Є псаммофітом, зростає в піщаних пустелях та дюнах, степах, горах на висоті до 1600 м над рівнем моря. Його коріння розташовано на досить значній глибині.
На відміну від інших видів рослин, висохлий зайсанський саксаул при найменших опадах здатен відроджуватися. Навіть в умовах серйозного недоліку води гине не відразу. Він має здатність різко скорочувати втрати води за рахунок скидання листя і забезпечити тим самим нормальне функціонування кореневої системи. Коли посушливий сезон проходить, на гілках рослини знову з'являються бруньки.
Період цвітіння триває з березня по квітень. Період плодоношення — з жовтня по листопад.

## Використання
Раніше кочовники використовували кору та деревину зайсанського саксаулу для розпалення багаття. Нині використовується для залісення посушливих районів Китаю та Узбекистану. В Середній Азії та Монголії висаджують зайсанський саксаул для закріплення піщаних дюн. Водночас є важливим джерелом води в посушливих районах, люди добувають воду з-під кори, де вода накопичується.

## Поширення
Розповсюджено від Ірану до провінцій Синцзянь та Ганьсу (КНР). на півночі доходить дло оз. Арал. В Монголії щільність становить більше 25 % площі.